# Custines
Custines – miejscowość i gmina we Francji, w regionie Grand Est, w departamencie Meurthe i Mozela.
Według danych na rok 1990 gminę zamieszkiwały 2813 osoby, a gęstość zaludnienia wynosiła 239 osób/km² (wśród 2335 gmin Lotaryngii Custines plasuje się na 159. miejscu pod względem liczby ludności, natomiast pod względem powierzchni na miejscu 489).
W 1496 w miejscowości urodził się Klaudiusz Lotaryński, pierwszy książę de Guise. 
Do 1719 roku miejscowość nosiła nazwę Condé-sur-Moselle.